# Trudno byt' bogom
È difficile essere un dio è un film del 2013 diretto da Aleksej Jur'evič German.
Tratto dal romanzo di fantascienza È difficile essere un dio scritto nel 1964 da Arkadij e Boris Strugackij, il film è stato presentato fuori concorso all'ottava edizione del Festival Internazionale del Film di Roma.

## Trama
Un gruppo di scienziati dalla Terra, ormai evoluta, viene inviato in incognito sul pianeta Arkanar per cercare di favorire il progresso della civiltà locale, ancora nella fase medievale. Il loro compito è difficile: non possono interferire con violenza e in nessun caso possono uccidere. Lo scienziato Rumata cerca di salvare gli intellettuali locali dalle persecuzioni ma si spinge oltre.